# Katechumenat
Katechumenat (łac. catechumenatus, od catechumenus, gr. κατηχούμενος katechumenos: nauczany, instruowany) – w chrześcijaństwie przygotowanie do przyjęcia chrztu, zwane także wtajemniczeniem chrześcijańskim. Poprzez słuchanie Słowa Bożego w czasie liturgii, specjalne katechezy wtajemniczające w życie chrześcijańskie,  egzorcyzmy, posty i inne praktyki ascetyczne katechumeni prowadzeni są do osobistego nawrócenia i przemiany moralnej życia.

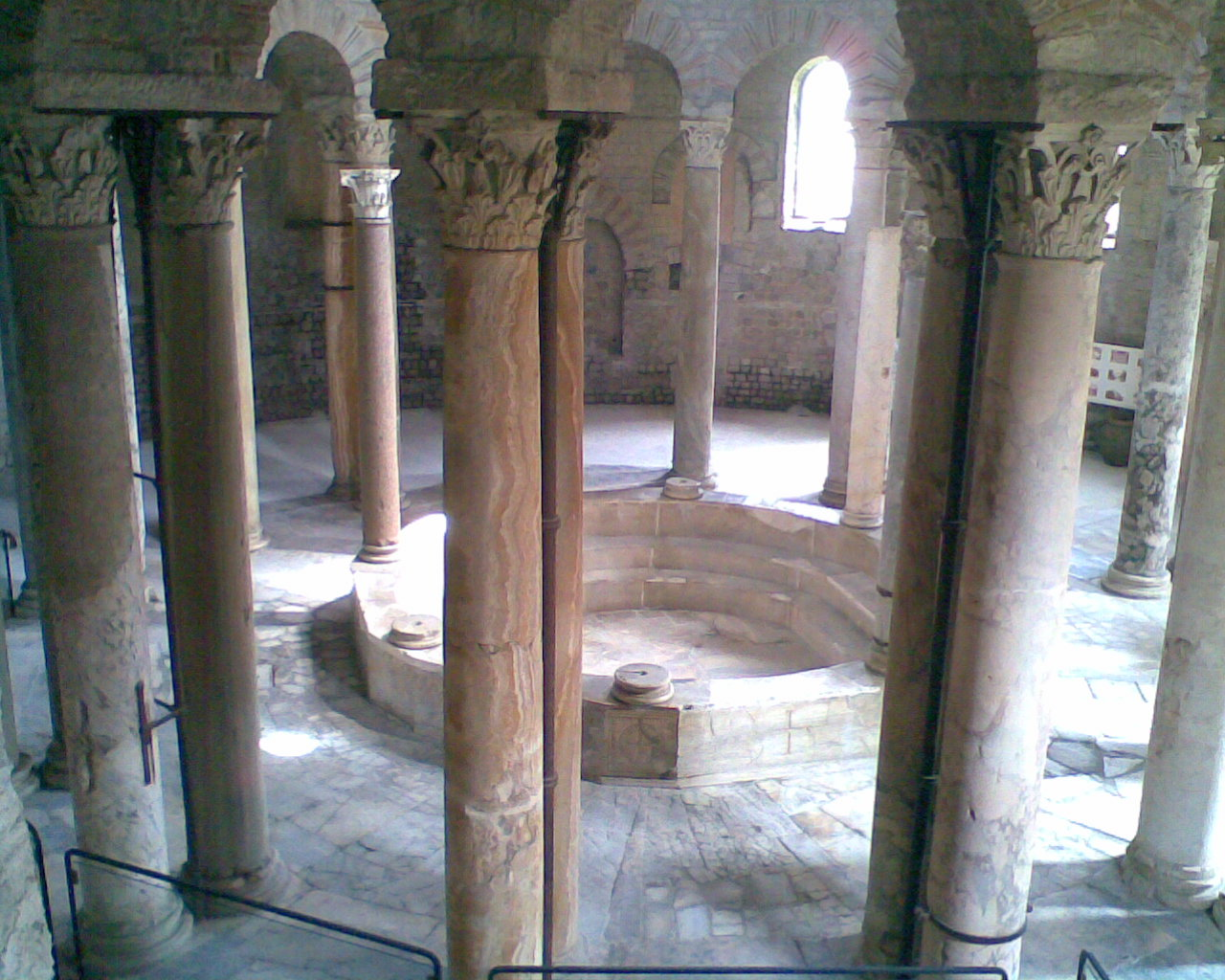
Starożytne baptysterium (VI w. Nocera Superiore, Włochy). Obrzęd chrztu – zanurzenia w sadzawce chrzcielnej był zwieńczeniem drogi wiary odbytej w czasie katechumenatu.

## Wczesny katechumenat
Już u początków chrześcijaństwa można odnaleźć   katechumenat w stadium zalążkowym. Przygotowanie do chrztu w II w. opisał w swej Apologii św. Justyn Męczennik (100–165 r.):

...ci, którzy uwierzyli w prawdziwość naszej nauki i naszych wypowiedzi, ślubują, że zgodnie z nimi wieść będą życie. Wówczas uczymy ich, jak mają się modlić, jak pościć, jak prosić Boga o odpuszczenie dawniej popełnionych grzechów – przy czym sami także modlimy się i pościmy wraz z nimi. Następnie prowadzimy ich do miejsca, gdzie znajduje się woda i tam dostępują oni odrodzenia w taki sam sposób, w jaki myśmy go dostąpili, mianowicie zostają skąpani w wodzie w imię Boga Ojca i Pana wszechrzeczy, w imię Jezusa Chrystusa, Zbawiciela naszego, oraz w imię Ducha Świętego. (1 Apologia 65)

Post przed chrztem miał najprawdopodobniej znaczenie egzorcyzmu.  W specjalnych obrzędach katechumeni wyrzekali się /(gr.) apotaksis/ szatana i opowiadali się /(gr.) syntaksis/ za Chrystusem. Justyn podaje też, że nowo ochrzczeni prowadzeni byli na zebranie braci-chrześcijan, gdzie po raz pierwszy uczestniczyli w Eucharystii.

## W III wieku
W trzecim stuleciu chrześcijaństwa przygotowanie kandydatów do chrztu doznało znacznego rozwoju. Świadkiem katechumenatu w tym czasie jest dzieło Tradycja apostolska Hipolita. Miał wtedy dwa etapy: przygotowanie dalsze katechumenów, które zwykle nie trwało dłużej niż trzy lata oraz przygotowanie bliższe tych, którzy zostali uznani za gotowych do przyjęcia chrztu.
- Pierwszy etap, będący przygotowaniem dalszym, zawierał nauczanie moralne, które kończyło się badaniem, dopuszczającym do grupy mających być ochrzczonymi, (baptizandi). Na tym etapie nauczano także modlitwy, która różniła się od modlitwy wiernych. Prowadzący nauczanie modlił się za katechumenów z gestem nałożenia rąk.
- Przygotowanie bliższe katechumenów, którzy zostali dopuszczeni do grona baptizandi, mających przyjąć sakrament chrztu. Na tym etapie odpowiedzialny za katechumenów badał ich życie, słuchał też świadectwa o nich tych, «którzy ich przyprowadzili». Kandydaci poznawali Ewangelię, odprawiano nad nimi egzorcyzmy zwyczajne połączone z gestem nałożenia rąk. Przed chrztem, bardziej uroczystego egzorcyzmu dokonywał biskup[6].

## W złotym okresie patrystycznym
Katechumenat osiągnął swój szczytowy okres rozwoju w IV i V w. Powszechnie dokonywał się wtedy w czterech stadiach, a kandydatów nazywano odpowiednio do etapu drogi do chrztu. Najpierw zapisywano się do katechumenatu, często też rodzice zapisywali swe dzieci. Gdy kandydaci mieli jasność co do swoich intencji, po obrzędzie naznaczenia znakiem krzyża, przyjęcia sakramentu soli oraz namaszczenia katechumenów stawali się Słuchaczami (Auditores). Mieli oni prawo uczestniczenia w liturgii Słowa Bożego lokalnej wspólnoty kościelnej. W następnym etapie, ci, którzy zostali dopuszczeni do chrztu podczas zbliżającej się Wielkanocy, na Zachodzie stawali się Competentes. W Rzymie nazywano ich Wybranymi (łac. Electi), a na Wschodzie Oświeconymi (gr. Fotizomenoi). Po chrzcie katechumeni stawali się Neofitami.
Inny podział wprowadzał rozróżnienie na chrześcijan i wiernych. Chrześcijanami nazywano katechumenów, którzy byli Słuchaczami. Wiernymi nazywano tych, którzy już przyjęli chrzest. 
- Okres pierwszy od momentu zapisania się do katechumenatu. Trwał nieraz bardzo długo. Zgodnie z praktyką, której świadkiem jest Augustyn z Hippony (354-430) kandydatów, którzy się zgłosili do katechumenatu wprowadzano w świat Biblii. Prowadzono ich drogą Pisma Świętego (iter in Sripturis Sanctis) – od stworzenia świata do współczesnych czasów Kościoła[8], ukazując Stary Testament jako proroctwo tego, co się wypełniło w Nowym Testamencie: w Chrystusie i Kościele[9]. Od kandydatów oczekiwano umiejętności rozpoznania Opatrzności Bożej w dziejach i stopniowego uświadomienia sobie charakteru nowego życia[10][11]. Wielu uczestników tego nauczania odkładało w nieskończoność decyzję o przejściu do dalszych etapów katechumenatu. Nieraz czynili ten krok dopiero tuż przed śmiercią. Jednym z powodów był lęk przed niewytrwaniem w łasce chrztu, czego konsekwencją było w Kościele pierwotnym wyłączenie ze wspólnoty wierzących (pierwotna ekskomunika) i odesłanie do stanu pokutników. Czyniono to szczególnie w przypadku grzechów, które uznawano za całkowite sprzeniewierzenie się nowemu życiu rozpoczętemu przez chrzest, jak zabójstwo, apostazja i cudzołóstwo. Stan pokutny był w pewnym sensie powtórnym katechumenatem, nową szansą nawrócenia, obłożoną jednak wielu praktykami ascetycznymi, postami, wstrzemięźliwością seksualną etc. Pokutę tę – już od najdawniejszych czasów, według świadectwa np. Pasterza Hermasa z II w. (Przykazanie, IV, 1, 8), Tertuliana, Cypriana i in. – rozumiano jako drugą i ostateczną szansę zbawienia po chrzcie. Nie można jej było już powtórzyć. Pojednanie z Kościołem, rozumiane jako przywrócenie łaski chrztu odkładano nieraz na czas tuż przed śmiercią (por. Katechizm Kościoła Katolickiego 1447)[12]. Wszystko to wpływało na odkładanie decyzji o podjęciu kolejnych etapów katechumenatu zmierzających do chrztu. Tak było też w przypadku samego Augustyna, któremu pomogło w decyzji duchowe przeżycie w Cassiciacum[13].

- Okres drugi, przygotowanie dalsze – w tym okresie, po obrzędach naznaczenia znakiem krzyża, przyjęcia sakramentu soli oraz namaszczenia, kandydaci nazywani odtąd  Słuchaczami (Audientes) albo chrześcijanami, rozpoczynali właściwy katechumenat. Sakrament soli czyli spożycie soli, często z kawałkiem chleba, nie był obrzędem jednorazowym. Był on swego rodzaju przygotowaniem do przyjmowania komunii. Augustyn wyjaśniał: „To co przyjmują nie jest co prawda Ciałem Chrystusa, jest jednak święte, świętsze jest niż pokarm, którym karmimy się, ponieważ jest sakramentem” (O konsekwencjach grzechów i odpuszczeniu oraz o chrzcie niemowląt /De peccatorum meritis et remissione et de baptismo parvulorum/ II, 26.42 PL 44,176)[14]. Katechumeni mogli odtąd uczestniczyć w niedzielnym zgromadzeniu wiernych, choć tylko w części przeznaczonej na słuchanie Słowa Bożego[15]. Nazywano to czasem Mszą katechumenów, gdyż po zakończeniu eucharystycznej liturgii Słowa, na wezwanie ite missa est opuszczali zgromadzenie.
- Okres trzeci, przygotowanie bliższe. Po dokładnym badaniu, niektórych słuchaczy dopuszczano do grona tzw. competentes, wybranych, oświeconych – gotowych do przyjęcia chrztu w czasie najbliższej Wielkiej Nocy. Szczególnym czasem przygotowania był Wielki Post. Wyjaśniano im szczegółowiej charakter nowego życia, którym będą żyć po chrzcie. Przygotowywano ich do wyrzeczenia się świata, aby mogli stać się dziećmi Bożymi[16]. Otrzymywali wyznanie wiary (Credo) i modlitwę „Ojcze nasz”, przechodzili skrutinia-egzorcyzmy[17]. Wyznanie wiary „wręczano” wybranym ustnie poprzez głoszenie cyklu katechez wygłaszanych w trakcie liturgii, było to tzw. traditio symboli (łac.). Katechezy głosił często sam biskup. W IV w. katechezy przed-chrzcielne były ułożone według planu, który korespondował z kolejnością prawd wiary zawartych w symbolu, jak np. katechezy Cyryla Jerozolimskiego[18], Jana Chryzostoma[19] czy Teodora z Mopswestii. W kościele zachodnim znane są katechezy Ambrożego z Mediolanu (339-397) De Mysteriis (O tajemnicach) oraz De Sacramentis (O sakramentach)[20], które biskup Mediolanu wygłosił ok. 388 r. A także katechezy św. Augustyna[21][22][23].
Po pewnym czasie katechumen oddawał symbol (tzw. redditio symboli)[24] – składał publiczne wyznanie wiary. Św. Augustyn opisuje takie wyznanie wiary – i poruszenie społeczne, jakie ono wywołało – znanego wówczas filozofa Mariusza Wiktoryna[25]. W tym okresie poddawano wybranych czyli competentes kilku skrutiniom, w których sprawdzano jak zmieniała się ich mentalność i życie pod wpływem poznawania Chrystusa dzięki słuchaniu słowa Bożego i kerygmatycznych katechez. Rodzice chrzestni i przedstawiciele wspólnoty Kościoła musieli poręczyć za kandydata. W noc paschalną, Wielką Noc, kiedy sprawowano doroczną uroczystość Misterium paschalnego przyjmowali chrzest, bierzmowanie i byli prowadzeni na uroczystą celebrację Eucharystii.
- Okres czwarty – po chrzcie. Trwał tydzień. Katechumeni stawali się wiernymi, neofitami (gr. νεόφυτος, neophytos dosł. nowo zasadzony). Każdego dnia przychodzili w białych szatach, in albis, na katechezę mistagogiczną odbywaną w ramach liturgii. Wtajemniczano ich wtedy w Eucharystię. Prawzorem tych katechez, będących w rozkwicie w IV w., była homilia wielkanocna, która w pierwotnym Kościele zastąpiła w chrześcijańskiej celebracji paschalnej, żydowską hagadę o wyzwoleniu Izraelitów z domu niewoli w Egipcie, stanowiącą centralny element celebracji żydowskiego sederu paschalnego[26]. Znana jest katecheza św. Augustyna z Hippony, w której zwrócił się do nowo narodzonych we chrzcie (dosł. niemowląt, łac. Ad infantes)[27] w samą Niedzielę Wielkanocną, czyli następnego wieczora po Wielkiej Nocy Paschalnej:

Pamiętam o mojej obietnicy. Tym z was, którzy zostaliście ochrzczeni, obiecałem homilię objaśniającą Sakrament Stołu Pańskiego, który teraz tu widzicie, i którego zeszłej nocy staliście się uczestnikami. (...) Powierza się wam w tym chlebie to, jak bardzo powinniście miłować jedność. Czyż bowiem ów chleb uczyniony został z jednego ziarna? Czy nie wiele było ziaren pszenicy? Przez wodę zostały połączone po pewnego rodzaju skruszeniu (contritio). Pszenica bowiem, jeśli nie zostanie zmielona i pokropiona wodą, nie osiąga bynajmniej jednorodnej postaci, którą określa się mianem chleba. Tak i wy przedtem zostaliście zmieleni upokorzeniem postu i sakramentem egzorcyzmu. Przyszedł moment chrztu i zostaliście jakby pokropieni (conspersi), by przyjąć postać chleba. Ale nie ma chleba bez ognia. Co zaś oznacza ogień, czyli namaszczenie olejem /(łac.) chrisma olei/? Tak, sakrament karmi ogniem Ducha Świętego...

Neofici zdejmowali alby w czasie liturgii dopiero po niedzieli w Oktawie wielkanocnej, zwanej stąd Białą niedzielą czy dosłownie Niedzielą w albach (Dominica in albis).

## Średniowiecze (VIII-XV w.)
Praktyka katechumenatu dokonywanego w kontekście liturgicznym, zanikła całkowicie na przełomie VIII i IX w. Jego obrzędy i skrutinia, w wyniku długiej ewolucji liturgicznej, zostały zredukowane i włączone do  obrzędu chrztu według Rytuału Rzymskiego.

## Okres nowożytny (XVI-XX w.)
W XVI wieku, z inicjatywy Stolicy apostolskiej pojawiła się próba stworzenia katechumenatu na potrzeby misji w obu Amerykach i na Dalekim Wschodzie. Na prośbę Grzegorza XIII, kardynał Giulio Antonio Santori opracował rytuał etapów katechumenatu i ich liturgii według starożytnego zwyczaju.  Zawierał on skrutinia, czyli badanie wzrastania w wierze i moralności kandydatów, obrzędy nocy paschalnej z chrztem, bierzmowaniem i Eucharystią, procesję nocy paschalnej i białego tygodnia (in albis) do baptysterium, zdjęcie białych szat, rocznicę chrztu. Rytuał ten został opublikowany w Rzymie w 1584 r., jednak nie doszło do jego oficjalnej promulgacji. Jego treść została rozpowszechniona przez hiszpańskiego karmelitę, o. Tomasza od Jezusa, w traktacie misyjnym O zbawieniu wszystkich narodów, opublikowanym w Antwerpii w 1613 r. 
Próby organizacji liturgii chrztu etapami doszły do skutku dopiero w XIX wieku w Syczuanie w Chinach. Spotkały się one z ostrą negatywną reakcją ze strony Stolicy Apostolskiej. W 1866 roku Święte Oficjum i Kongregacja ds. Ewangelizacji (tzw. Propaganda Fide) zażądały zaniechania tej praktyki, uważając ją za nadużycie liturgii chrztu. Reakcję Kongregacji można wytłumaczyć tym, że w Rzymie zupełnie zapomniano zarówno publikację kardynała Santoriego, jak i całą patrystyczną historię liturgiczną związaną z katechumenatem i chrztem.
Według Rytuału rzymskiego wydanego po Soborze trydenckim, wszystkie etapy katechumenatu antycznego prowadzonego dla dorosłych, jak obrzęd przyjęcia, egzorcyzmy etc. – które pierwotnie były celebrowane w ciągu miesięcy lub lat – były zgrupowane w jednym obrzędzie chrztu. 
Był to skutek przemian życia sakramentalnego Kościoła u początków okresu średniowiecza. Powszechnie zaczęto wtedy udzielać chrzest niemowlętom, dla których oczywiście nie było możliwości prowadzenia katechumenatu. W ten sposób obrzędy stanowiące w pierwszym tysiącleciu etapy rozwoju życia chrześcijańskiego przed chrztem, celebrowane w ciągu dłuższego okresu oddzielnie od siebie – w średniowiecznej praktyce sakramentalnej znalazły się, w formie skarłowaciałej, w jednorazowej liturgii chrztu.
Kilka lat po zakazie Stolicy Apostolskiej wydanej diecezjom chińskim, w północno afrykańskiej Kartaginie w 1878 r., kardynał Lavigerie podjął decyzję o ustanowieniu oficjalnej instytucji katechumenatu na potrzeby misji w Afryce. Kandydaci do chrztu mieli przechodzić go w ciągu czterech lat. Jako były profesor, kardynał założyciel Ojców Białych dobrze znał starożytność patrystyczną. Inspirowany historią epoki Ojców, podzielił katechumenat na trzy stopnie lub etapy. Nie obejmowały one jednak żadnego obrzędu czysto liturgicznego. Było to zrozumiałe w kontekście postawy Stolicy Apostolskiej, stojącej na straży nietykalności obrzędów chrztu w jej formie autoryzowanej w okresie trydenckim. 

## Katechumenat dzisiaj

### Kościół rzymskokatolicki
W Kościele katolickim przywrócono katechumenat dopiero po Soborze Watykańskim II, gdy Kongregacja ds. Kultu Bożego opracowała nowa formę katechumenatu. Opublikowano ją w 1972 roku pod nazwą Obrzędu chrześcijańskiego wtajemniczenia dorosłych (OWCD). Był to odwrócenie praktyki i postaw wobec wtajemniczenia chrześcijańskiego, które panowały w Kościele w ciągu ostatniego tysiąclecia.
Przygotowanie osób dorosłych do przyjęcia sakramentów wtajemniczenia chrześcijańskiego: chrztu, bierzmowania, komunii świętej odbywa się w różnych wspólnotach kościelnych z troski pasterzy diecezji. Forma przygotowania określona jest dekretem biskupa miejsca. Często ordynariusz diecezji powołuje ośrodki katechumenalne na terenie swej diecezji którym powierza misję przekazu wiary poprzez katechumenat. 
O katechumenacie mówi też Kodeks Prawa Kanonicznego w kan. 206, par. 2:

Kościół otacza katechumenów szczególną troską, zachęcając ich do prowadzenia życia zgodnego z Ewangelią i wprowadzając do udziału w świętych obrzędach, przyznaje im już różne prerogatywy, które są właściwe chrześcijanom.

Jedną ze współczesnych form inicjacji chrześcijańskiej typu katechumenalnego jest Droga Neokatechumenalna. Ma ona, zgodnie z art. 24 jej Statutu, funkcję diecezjalnego i parafialnego katechumenatu dla nieochrzczonych – oprócz zapewniania formacji prowadzącej do dojrzałej wiary osobom już ochrzczonym, ale niemającym dostatecznej formacji chrześcijańskiej (tzw. katechumenat pochrzcielny). Neokatechumeni nieochrzczeni przystępują do chrztu po zakończeniu pierwszej fazy itinerarium neokatechumenalnego,  czyli prekatechumenatu. Jest on rozumiany jako czas kenozy, ogołocenia (por. Flp 2,7), potrzebny do nauczenia się postawy pokory chrześcijańskiej:

Udział w katechezach początkowych i w pierwszej fazie itinerarium neokatechumenalnego tych, którzy – zgodnie z własną pozycją każdego – muszą odbyć katechumenat według normy prawa, gwarantuje, że zrealizuje się adekwatnie to, co jest nakazane w Obrzędach Chrześcijańskiego Wtajemniczenia Dorosłych (Art 24, por. art. 19)

Ta początkowa faza intinerarium neokatechumenalnego, którą przechodzą osoby nieochrzczone, aby przygotować się do chrztu trwa około czterech lat. Jest ona podzielona na dwa etapy. Pierwszy etap, trwający około dwóch lat, od katechez początkowych do pierwszego skrutynium, polega na uczeniu się języka biblijnego poprzez celebrowanie co tydzień Słowa Bożego z prostymi tematami obejmującymi całokształt Pisma Świętego. Celem formacji w tym czasie jest to, by katechumeni mogli „wyzbyć się fałszywych wyobrażeń o sobie i o Bogu oraz zejść do ich rzeczywistości grzeszników, potrzebujących nawrócenia i odkrywających ponownie darmowość miłości Chrystusa, który im przebacza i kocha ich” Pomagają im w tym  trzy zasadnicze wymiary ich formacji: Słowo Boże, Eucharystia i wspólnota (tzw. trójnóg chrześcijański). Na koniec tego etapu, „podczas końcowej celebracji pierwszego skrutynium, po wpisaniu imienia, proszą Kościół, aby pomógł im dojrzewać w wierze dla pełnienia uczynków życia wiecznego i otrzymują znak chwalebnego krzyża Chrystusa, który oświeca zbawczą rolę, jaką krzyż pełni w życiu każdego” (Art. 19,par.1,1-2).
Drugi etap, również około dwuletni, polega na wspólnotowej celebracji wielkich etapów historii zbawienia. Są to m.in. historia Abrahama i jego wiary, Wyjście Izraelitów z Egiptu, ich wędrówka przez pustynię, wejście do Ziemi Obiecanej. Katechumeni są także zapraszani do wypróbowania siebie samych, co do szczerości intencji pójścia za Jezusem Chrystusem, poprzez słowo z Ewangelii: „Nie możecie służyć Bogu i pieniądzowi” (Mt 6,24). Na koniec tego etapu, podczas końcowej celebracji drugiego skrutynium odnawiają wobec Kościoła wyrzeczenie się szatana i wyrażają wolę służenia tylko Bogu. Następnie studiują i celebrują główne figury biblijne w świetle Chrystusa: Adam i Ewa, Kain i Abel, Noe.
Katechumenat ma ważne miejsce w działalności misyjnej. Również w Europie co roku wiele dorosłych osób przyjmuje chrzest. W Polsce w wielu diecezjach powstały diecezjalne ośrodki katechumenalne. Przygotowanie dorosłych do chrztu w formie katechumenatu prowadzą w Polsce m.in. dominikanie. We Wrocławiu ich ośrodek ma zasięg diecezjalny.  

### Świadkowie Jehowy
Świadkowie Jehowy w okresie przygotowania do przyjęcia chrztu wymagają oddanie się Jehowie Bogu z całego serca. Krok ten oznacza stawienie się do spełniania świętego zadania. Okres ten poprzedza regularny bezpłatny program studium Biblii, który doprowadza do stania się nieochrzonym głosicielem dobrej nowiny. Zanim ktoś nim zostanie, starsi zboru upewniają się, czy rozumie podstawowe nauki biblijne, czy kieruje się nimi w życiu i czy naprawdę chce być Świadkiem Jehowy. Kontynuując dalsze studium okres – podobny do katechumenatu, chociaż termin ten nie jest przez nich używany – przygotowuje ich do oddania się Bogu w osobistej modlitwie, a potem publiczne potwierdzenie tego chrztem przez całkowite zanurzenie. Wówczas staje się ordynowanym  Po wykazaniu wystarczającego zrozumienia i stosowania nauk biblijnych, uczeń kwalifikuje się do chrztu. Z chwilą chrztu staje się Świadkiem Jehowy – ordynowanym sługą Bożym.

## Katechumenat pochrzcielny
W chrześcijaństwie XX w., zwłaszcza w Kościele katolickim po Soborze watykańskim II (1962-1965 r.) podejmowane są starania o wprowadzenie tzw. katechumenatu pochrzcielnego. Wydany w 1992 r. Katechizm Kościoła Katolickiego zauważył, że tam, gdzie chrzest jest celebrowany przeważnie w wieku  niemowlęcym, inicjacja chrześcijańska jest zredukowana do samego obrzędu. Konieczne jest zatem by ochrzczone dzieci, gdy stają się dorosłe przechodziły w ramach formacji katechumenalnej po chrzcie to, co dorośli kandydaci przechodzą przed nim:

Gdy ktoś chciał stać się chrześcijaninem, musiał – od czasów apostolskich – przejść pewną drogę i wtajemniczenie złożone z wielu etapów. Można tę drogę przejść szybciej lub wolniej. Zawsze powinna ona zawierać kilka istotnych elementów: głoszenie słowa, przyjęcie Ewangelii, które pociąga za sobą nawrócenie, wyznanie wiary, chrzest, wylanie Ducha Świętego, dostęp do Komunii eucharystycznej. Wtajemniczenie to w ciągu wieków ulegało wielu zmianom, zależnie od okoliczności. W pierwszych wiekach Kościoła wtajemniczenie chrześcijańskie było bardzo rozbudowane i obejmowało długi okres katechumenatu oraz szereg obrzędów przygotowawczych, które wyznaczały liturgicznie drogę przygotowania katechumenalnego. Jego zwieńczeniem była celebracja sakramentów wtajemniczenia chrześcijańskiego.Tam gdzie chrzest dzieci stał się w szerokim zakresie zwyczajną formą celebracji tego sakramentu, wszystko to stało się jednym obrzędem, który zawiera w sposób bardzo skrócony przygotowujące etapy wtajemniczenia chrześcijańskiego. Chrzest dzieci ze swej natury wymaga katechumenatu pochrzcielnego (KKK 1229-1231).

Takim pochrzcielnym katechumenatem, czerpiącym z OWCD jest formacja deuterokatechumenalna (z gr. powtórny katechumenat) członków Ruchu Światło-Życie (Oaza). Inną współczesną formą pochrzcielnej inicjacji chrześcijańskiej typu katechumenalnego, jest Droga Neokatechumenalna. Ten rodzaj wtajemniczenia w wiarę jako jeden ze spontanicznych owoców Soboru watykańskiego II istnieje w diecezjach i parafiach w ponad 100 krajach na świecie. Popierany był przez kolejnych papieży: bł. Pawła VI, św. Jana Pawła II, Benedykta XVI, a także obecnie przez papieża Franciszka. W jednej ze swych wypowiedzi, papież Jan Paweł II zacytował swego poprzednika bł. Pawła VI, a następnie stwierdził, że Neokatechumenat jest formacją katolicką ważną dla dzisiejszego społeczeństwa: 

Wśród rzeczywistości zrodzonych przez Ducha Świętego w naszych czasach znajdują się Wspólnoty Neokatechumenalne, zapoczątkowane przez Pana Kiko Argüello i przez Panią Carmen Hernández (Madryt, Hiszpania), których skuteczność dla odnowy życia chrześcijańskiego była rozpoznana przez mojego poprzednika, Pawła VI, jako owoc Soboru: "Ileż radości i nadziei dajecie nam waszą obecnością i waszą działalnością… Żyć tym przebudzeniem i rozwijać je, jest tym, co nazywacie pewną formą «po Chrzcie», która będzie mogła odnowić w dzisiejszych wspólnotach chrześcijańskich te efekty dojrzałości i pogłębienia, które w Kościele pierwotnym były realizowane w okresie przygotowania do Chrztu" (...) Także i ja, w tylu spotkaniach, które miałem jako Biskup Rzymu w parafiach rzymskich ze Wspólnotami Neokatechumenalnymi i ich Pasterzami, oraz w moich podróżach apostolskich do wielu krajów, mogłem stwierdzić obfite owoce osobistego nawrócenia i płodny zapał misyjny. (...) uznaję Drogę Neokatechumenalną za itinerarium formacji katolickiej ważnej dla społeczeństwa i czasów dzisiejszych

Katechumenat pochrzcielny, jako forma wtajemniczania w wiarę, według papieża Franciszka ma zastosowanie do przygotowania młodych narzeczonych do sakramentu małżeństwa. Papież zwrócił na to uwagę w lutym 2017 r. w przemówieniu do proboszczów w trakcie kursu zorganizowanego przez Rotę Rzymską na temat nowego postępowania w sprawach małżeństwa:

Jednak, zastanawiam się, ilu z tych młodych ludzi, którzy przychodzą na kursy przed-małżeńskie rozumie, co oznacza "małżeństwo", znak jedności Chrystusa i Kościoła. „Tak, tak” – mówią tak, ale czy to rozumieją? Mają wiarę w to? Jestem przekonany, że dla sakramentu małżeństwa jest niezbędny prawdziwy katechumenat, a nie przygotowanie składające się z dwóch lub trzech spotkań, a potem dalej.